# 루인 (프로게이머)
루인(본명: 김형민, 1995년 11월 16일 ~ )은 대한민국의 전직 리그 오브 레전드 프로게이머 출신 프로게임단 지도자이다. 아이디는 Ruin이다. 현역 시절 포지션은 탑 라이너였다. 현재 T1의 2군 코치를 맡고 있다.

## 선수 생활
2016년 5월, 유럽의 SK 게이밍에 입단하면서 프로 커리어를 시작했다. 하지만 유럽 2부리그 진출에 실패했다.
2016년 8월에는 네르브에 입단했다. 하지만 유럽 2부리그 진출에 실패했다.
2017년 6월, 자이언츠 게이밍에 입단했다. 서머 시즌 좋은 모습을 보여주면서 팀의 승강전 진출에 기여했다. 승강전에서도 팀의 1부리그 승격에 기여했다.
2018 스프링 시즌 팀의 주전 탑 라이너로 활동하면서 좋은 모습을 보여주었다. 서머 시즌에서는 팀이 전체적으로 부진에 빠졌지만 루인은 좋은 모습을 보여주었다.
2019시즌을 앞두고 1907 페네르바흐체 e스포츠에 입단했다. 2019 윈터 시즌 굉장한 모습을 보여주면서 팀의 결승 진출에 기여했다. 결승전에서도 활약을 이어나가면서 팀의 우승에 기여했다. 2019 MSI에서도 좋은 모습을 보여주었지만 팀의 플레이인 탈락을 막지는 못했다.
2019 서머 시즌을 앞두고 카운터 로직 게이밍에 입단했다. 서머 시즌 좋은 모습을 보여주면서 팀의 포스트시즌 진출에 기여했다.
2020시즌에서는 부진한 모습을 보여주었다. 2020시즌 종료 후 팀에서 퇴단했다.
2021년 2월, 올 나이츠에 입단했다.
2022시즌을 앞두고 NASR e스포츠에 입단했다.

## 지도자 경력
2023시즌을 앞두고 T1의 2군팀 코치로 선임되었다.

## 소속팀

### 선수
| # | 팀명                      | 소속 기간             | 소속 리그 | 비고 |
| - | ------------------------- | --------------------- | --------- | ---- |
| 1 | SK 게이밍                 | 2016.05~2016.08       |           |      |
| 2 | 네르브                    | 2016.08~2017.06       |           |      |
| 3 | 자이언츠 게이밍           | 2017.06~2018.09.11    | EUCS LEC  |      |
| 4 | 1907 페네르바흐체 e스포츠 | 2018.12.01~2019.05.07 | TCL       |      |
| 5 | 카운터 로직 게이밍        | 2019.05.14~2020.11.17 | LCS       |      |
| 6 | 올 나이츠                 | 2021.02.01~2021.10.21 | LLA       |      |
| 7 | NASR e스포츠              | 2021.12.18~2022.05.30 | TCL       |      |

### 지도자
| # | 팀명 | 직책     | 소속 기간   | 소속 리그 | 비고 |
| - | ---- | -------- | ----------- | --------- | ---- |
| 1 | T1   | 2군 코치 | 2022.11.29~ | LCK       |      |

## 수상 내역
- 터키 챔피언십 리그 윈터 2019 우승